# Správní obvod obce s rozšířenou působností Velké Meziříčí
Správní obvod obce s rozšířenou působností Velké Meziříčí je od 1. ledna 2003 jedním ze čtyř správních obvodů rozšířené působnosti obcí v okrese Žďár nad Sázavou v Kraji Vysočina. Čítá 57 obcí.
Města Velké Meziříčí a Velká Bíteš jsou obcemi s pověřeným obecním úřadem.

## Seznam obcí
Poznámka: Města jsou vyznačena tučně, městyse kurzívou.
- Baliny
- Blízkov
- Bory
- Březejc
- Březí
- Březské
- Černá
- Dobrá Voda
- Dolní Heřmanice
- Dolní Libochová
- Heřmanov
- Horní Libochová
- Horní Radslavice
- Chlumek
- Jabloňov
- Jívoví
- Kadolec
- Kozlov
- Křižanov
- Křoví
- Kundratice
- Lavičky
- Martinice
- Měřín
- Meziříčko
- Milešín
- Moravec
- Netín
- Nová Ves
- Nové Sady
- Ořechov
- Oslavice
- Oslavička
- Osová Bítýška
- Osové
- Otín
- Pavlínov
- Petráveč
- Pikárec
- Radenice
- Radňoves
- Rousměrov
- Rozseč
- Ruda
- Sklené nad Oslavou
- Skřinářov
- Stránecká Zhoř
- Sviny
- Tasov
- Uhřínov
- Velká Bíteš
- Velké Meziříčí
- Vídeň
- Vidonín
- Vlkov
- Záblatí
- Zadní Zhořec

## Obyvatelstvo
| Rok  | Obyv.  | ± %    |
| ---- | ------ | ------ |
| 1869 | 32 393 | —      |
| 1880 | 33 945 | +4,8 % |
| 1890 | 32 851 | −3,2 % |
| 1900 | 32 478 | −1,1 % |
| 1910 | 32 368 | −0,3 % |

| Rok  | Obyv.  | ± %    |
| ---- | ------ | ------ |
| 1921 | 32 316 | −0,2 % |
| 1930 | 31 712 | −1,9 % |
| 1950 | 29 571 | −6,8 % |
| 1961 | 31 550 | +6,7 % |
| 1970 | 31 849 | +0,9 % |

| Rok  | Obyv.  | ± %    |
| ---- | ------ | ------ |
| 1980 | 33 475 | +5,1 % |
| 1991 | 34 367 | +2,7 % |
| 2001 | 34 976 | +1,8 % |
| 2011 | 35 312 | +1 %   |
| 2021 | 35 934 | +1,8 % |